# Doustre
Doustre – rzeka we Francji, przepływająca przez teren departamentu Corrèze, o długości 51,2 km. Stanowi dopływ rzeki Dordogne.